# Enrico II di Limburgo
Enrico di Limburgo (1111 circa – Roma, agosto 1167) fu Duca di Limburgo e Conte di Arlon dal 1139 alla sua morte.

## Origine
Enrico, secondo la Histoire du Limbourg, vol VI: Codex diplomaticus Valkenburgensis. era figlio del Duca di Limburgo, Conte di Arlon e Duca della Bassa Lorena (Lotaringia), Valerano II e della moglie, Giuditta von Wassenberg , che, come ci conferma il Gisleberti Chronicon Hanoniense, era figlia del primo conte di Gheldria e signore di Wassenberg, Gerardo I.
Secondo l'Annalista Saxo, Valerano della Bassa Lorena era figlio del conte di Limburgo, Conte di Arlon e Duca della Bassa Lorena (Lotaringia), Enrico I e della moglie, Adelaide di Podenstein (1061 – 1106), che, come ci viene confermato sempre dall'Annalista Saxo, era figlia di Bodo conte di Podenstein (detta anche Botenstein o Pottenstein) e di Giuditta di Schweinfurt, figlia del duca di Svevia Ottone III di Schweinfurt.

## Biografia
Nel 1139, alla morte dell'Imperatore, Lotario II di Supplimburgo, suo padre, Valerano, aveva supportato Corrado di Hohenstaufen, nella sua elezione ad Imperatore. Valerano morì in quello stesso anno, come ci viene confermato dalla Histoire du Limbourg, vol.III, che riporta il necrologio di Stavelot, dove risulta che la morte di Valerano (Walrani duci) avvenne il 16 luglio (XVII Kal Aug).
Ancora secondo la Histoire du Limbourg, vol.III a Valerano in Lorena succedette Goffredo II di Leuven, il figlio del precedente duca, Goffredo I di Leuven, mentre  come conte di Limburgo e Conte di Arlon, gli era succeduto Enrico, che, nei due anni successivi cercò invano di rientrare in possesso del ducato di Bassa Lorena, combattendo contro Goffredo II di Leuven.
In un documento di Corrado di Hohenstaufen, datato 1146, Enrico viene citato col titolo di conte d'Arlon ed anche in un documento inerente ad una donazione assieme alla madre, Giuditta, in cui viene citato come figlio di Giuditta, moglie del duca Valerano.
Infine Enrico viene citato col titolo di duca di Limburgo in un documento, datato 1166.
Nel 1167, Enrico fu al seguito dell'imperatore, Federico Barbarossa, che, col suo esercito, raggiunse Roma, dove Enrico, causa la peste, morì, in quello stesso anno e fu inumato nell'Abbazia di Rolduc a Kerkrade, in Limburgo.
A Enrico II succedette il figlio, Enrico.

## Matrimoni e discendenza
Secondo la Histoire du Limbourg, vol VII: Annales Rodensis., nel 1136, Enrico sposò Matilde di Saffenberg, figlia del conte Adolfo; il conte Adolfo IV di Saffenberg era proprietario dei territori di Rode, che furono portati in dote dalla figlia, e da quel giorno furono detti: Rode le Duc, da cui Rolduc; Enrico venne in possesso anche dell'abbazia, dove Matilde venne sepolta nel gennaio del 1145/6; secondo la Histoire du Limbourg, vol VII: Annales Rodensis., Matilde morì il 2 gennaio (IIII nonas januarii).
Enrico da Matilde ebbe due figli:
- Margherita (1138 circa - 1172), che era andata in moglie al Langravio e poi duca del Brabante, conte di Lovanio e Bruxelles, Margravio di Anversa e Duca della Bassa Lorena (Lotaringia), Goffredo VIII come ci confermano  i Trophées tant sacrés que profanes du duché de Brabant[18];
- Enrico (1140 circa - 1221), Duca di Limburgo e Conte di Arlon[19].

Dopo essere rimasto vedovo, Enrico, nel 1150, sposò, in seconde nozze, Lauretta d'Alsazia o delle Fiandre, come conferma il Flandria Generosa, che secondo il documento CX del Cartulaire de l'Abbaye de Saint-Bertin era figlia del conte delle Fiandre, Teodorico di Alsazia e della prima moglie, Swanhilde, di cui non si conoscono gli ascendenti. Il matrimonio durò poco causa consanguineità, si separarono, nel 1152. Enrico da Lauretta non ebbe figli.

## Ascendenza
|                           |                       |                            | Genitori                    |  |  | Nonni |  |  | Bisnonni               |  |  | Trisnonni        |  |
|                           |                       |                            |                             |  |  |       |  |  | Valerano I di Limburgo |  |  | Valerano d'Arlon |  |
|                           |                       |                            |                             |  |  |       |  |  | Valerano I di Limburgo |  |  | Valerano d'Arlon |  |
|                           |                       | Adelaide di Lotaringia     |                             |  |  |       |  |  | Valerano I di Limburgo |  |  |                  |  |
| Enrico della Bassa Lorena |                       |                            |                             |  |  |       |  |  | Valerano I di Limburgo |  |  |                  |  |
|                           |                       | Jutta di Lussemburgo       | Federico della Bassa Lorena |  |  |       |  |  |                        |  |  |                  |  |
|                           |                       | Jutta di Lussemburgo       | Federico della Bassa Lorena |  |  |       |  |  |                        |  |  |                  |  |
|                           |                       | Jutta di Lussemburgo       | Gerberga di Boulogne        |  |  |       |  |  |                        |  |  |                  |  |
| Valerano II di Limburgo   |                       | Jutta di Lussemburgo       |                             |  |  |       |  |  |                        |  |  |                  |  |
|                           |                       | Bodo di Podenstein         | Hartwig II di Baviera       |  |  |       |  |  |                        |  |  |                  |  |
|                           |                       | Bodo di Podenstein         | Hartwig II di Baviera       |  |  |       |  |  |                        |  |  |                  |  |
|                           |                       | Bodo di Podenstein         | Friderun                    |  |  |       |  |  |                        |  |  |                  |  |
| Adelaide di Podenstein    |                       | Bodo di Podenstein         |                             |  |  |       |  |  |                        |  |  |                  |  |
|                           |                       | Giuditta di Schweinfurt    | …                           |  |  |       |  |  |                        |  |  |                  |  |
|                           |                       | Giuditta di Schweinfurt    | …                           |  |  |       |  |  |                        |  |  |                  |  |
|                           |                       | Giuditta di Schweinfurt    | …                           |  |  |       |  |  |                        |  |  |                  |  |
| Enrico II di Limburgo     |                       | Giuditta di Schweinfurt    |                             |  |  |       |  |  |                        |  |  |                  |  |
|                           | Teodorico ''flamens'' | Gerardo ''flamens''        |                             |  |  |       |  |  |                        |  |  |                  |  |
|                           | Teodorico ''flamens'' | Gerardo ''flamens''        |                             |  |  |       |  |  |                        |  |  |                  |  |
|                           | Teodorico ''flamens'' | …                          |                             |  |  |       |  |  |                        |  |  |                  |  |
| Gerardo I di Gheldria     | Teodorico ''flamens'' |                            |                             |  |  |       |  |  |                        |  |  |                  |  |
|                           |                       | …                          | …                           |  |  |       |  |  |                        |  |  |                  |  |
|                           |                       | …                          | …                           |  |  |       |  |  |                        |  |  |                  |  |
|                           |                       | …                          | …                           |  |  |       |  |  |                        |  |  |                  |  |
| Giuditta von Wassenberg   |                       | …                          |                             |  |  |       |  |  |                        |  |  |                  |  |
|                           |                       | Guglielmo VII di Aquitania | Guglielmo V di Aquitania    |  |  |       |  |  |                        |  |  |                  |  |
|                           |                       | Guglielmo VII di Aquitania | Guglielmo V di Aquitania    |  |  |       |  |  |                        |  |  |                  |  |
|                           |                       | Guglielmo VII di Aquitania | Agnese di Borgogna          |  |  |       |  |  |                        |  |  |                  |  |
| Clemenza d'Aquitania      |                       | Guglielmo VII di Aquitania |                             |  |  |       |  |  |                        |  |  |                  |  |
|                           |                       | Ermesinda di Lotaringia    | Bernardo II di Bigorre      |  |  |       |  |  |                        |  |  |                  |  |
|                           |                       | Ermesinda di Lotaringia    | Bernardo II di Bigorre      |  |  |       |  |  |                        |  |  |                  |  |
|                           |                       | Ermesinda di Lotaringia    | Clemenza di Foix            |  |  |       |  |  |                        |  |  |                  |  |
|                           |                       | Ermesinda di Lotaringia    |                             |  |  |       |  |  |                        |  |  |                  |  |

### Letteratura storiografica
- (LA)  Histoire du Limbourg, vol VI: Codex diplomaticus Valkenburgensis.
- (LA)  Histoire du Limbourg, vol VII: Annales Rodensis.
- (FR)  Histoire du Limbourg, vol.III: Codex diplomaticus Dalemensis.
- (FR)  Trophées tant sacrés que profanes du duché de Brabant.